# IC 3831
IC 3831 ist eine linsenförmige Galaxie vom Hubble-Typ S0 im Sternbild Rabe. Sie ist schätzungsweise 169 Millionen Lichtjahre von der Milchstraße entfernt. 
Die Galaxie wurde am 14. April 1895 von Guillaume Bigourdan entdeckt.